# Tatár nyelv
A tatár nyelv (tatárul татар теле, татарча) a török nyelvek északnyugati csoportjába tartozik, amely az altaji nyelvcsalád része. 1917 óta a tatár nyelv a Tatárföld egyik hivatalos nyelve. Agglutináló nyelv, és ez a logikus felépítés tökéletesen látszódik a következőkön:
| Tatár                                           | Magyar fordítás   |
| ----------------------------------------------- | ----------------- |
| урам [uram]                                     | utca              |
| урам - нар [uramnar]                            | utcák             |
| урам - нар - ыбыз [uramnarɨbɨz]                 | utcáink           |
| урам - нар - ыбыз - да [uramnarɨbɨzda]          | utcáinkon         |
| урам - нар - ыбыз - да - мы ? [uramnarɨbɨzdamɨ] | az utcáinkon(-e)? |

## Földrajzi eloszlás
Oroszországban a Tatárföldön a lakosság 54%-a etnikailag tatár. A szomszédos Baskíriában is mintegy 1 100 000 tatár él, miként több ezer tatár él Mordvinföldön és Mariföldön is. A tatár nyelvet a Krími-félszigeten is beszélik (ott krími tatárnak is hívják), valamint kisebb csoportok találhatók még Finnországban, Lengyelországban, Észtországban, Törökországban, valamint Kínában is.

## Írás
A tatár nyelvet napjainkban cirill betűkkel írják. A 2000-es évek elején egy ideig egy latin betűs ábécét (a jaŋalif egy modernebb változatát) tettek hivatalossá, de a szövetségi parlament 2002-ben törvényt hozott, hogy Oroszországon belül csak olyan nyelv lehet hivatalos, mely cirill betűket használ. Így 2004-től ismét csak a cirill betűs írásmód a hivatalos, bár az interneten és egyes nem hivatalos helyeken használják a latin verziót is, azonban ezt az orosz kormányzat nem nézi jó szemmel. A 20. század első évtizedeiben pedig a tatár nyelvet arab betűkkel írták. Az arab írást ma is használják a Kína területén élő tatárok.

## Hangtan
|                        | Bilabiális | Bilabiális | Labiodentális | Labiodentális | Dentális | Dentális | Alveoláris | Alveoláris | Posztalveoláris | Posztalveoláris | Palatális     | Palatális     | Veláris | Veláris  | Uvuláris | Glottális |
| ---------------------- | ---------- | ---------- | ------------- | ------------- | -------- | -------- | ---------- | ---------- | --------------- | --------------- | ------------- | ------------- | ------- | -------- | -------- | --------- |
| Explozíva              | п /p/      | б /b/      |               |               | т /t/    | д /d/    |            |            |                 |                 |               |               | к /k/   | г /ɡ/    | к/къ /q/ |           |
| Nazális                | м /m/      | м /m/      |               |               | н /n/    | н /n/    |            |            |                 |                 |               |               | ң /ŋ/   | ң /ŋ/    |          |           |
| Affrikáta              |            |            | ф /f/         | в /v/         | с /s/    | з /z/    |            |            | ш /ʃ/ ч /ɕ/     | ж /ʒ/ җ /ʑ/     |               |               |         | г/гъ /ɣ/ |          | һ /h/     |
| Likvida-tremuláns      |            |            |               |               |          |          | р /r/      | р /r/      |                 |                 |               |               |         |          |          |           |
| Approximáns            |            |            |               |               |          |          |            |            |                 |                 | й /j/ ([j~ɪ]) | й /j/ ([j~ɪ]) |         |          |          |           |
| Laterális- approximáns |            |            |               |               |          |          |            |            | л /l/           | л /l/           |               |               |         |          |          |           |

## Nyelvtanuláshoz
- Német nyelv közvetítésével: Margarete I. Ersen-Rasch: Tatarisch. Lehrbuch für Anfänger und Fortgeschrittene. Mit einer CD im MP 3-Format. Harrassowitz Verlag, Wiesbaden 2009, ISBN 978-3-447-06110-0
- Angol nyelv közvetítésével: a 'Források' között felsorolt Poppe-féle könyv
- Orosz nyelv közvetítésével: a 'Források' között felsorolt két könyv Сафиуллина asszonytól; továbbá:
- Сафиуллина Ф.С.: Татарский язык. Самоучитель. — Казань 1991
- Сафиуллина Ф.С., Юсупова А.Ш.: Изучаем татарский язык. — Казань 1991
- Сафиуллина Ф.С.: Татарский язык в диалогах. — Казань 1994
- Литвинов И.Л.: Я начинаю говорить по-татарски. — Казань 1994

Online lehetőségek:
- Games for learning the Tatar language
- 'Татарский язык: изучить легко!'
- 'Учим татарский язык!'

## Lásd még
- Krími tatár nyelv
- Krími tatár ábécé
- Tatárok
- Tatárföld